# Alteutha oblonga
Alteutha oblonga är en kräftdjursart som först beskrevs av Harry D.S. Goodsir 1845.  Alteutha oblonga ingår i släktet Alteutha och familjen Peltidiidae. Arten är reproducerande i Sverige. Inga underarter finns listade i Catalogue of Life.